# Ernst Baumeister
Ernst Baumeister (Vienna, 22 gennaio 1957) è un allenatore di calcio ed ex calciatore austriaco, di ruolo centrocampista.

## Carriera
Soprannominato Tschick, iniziò la sua carriera professionistica nel 1974 con l'Austria Vienna.
Con i Veilchen giocò per 13 stagioni e vinse 8 campionati.
Nel 1978 giocò la finale della Coppa delle Coppe perdendo per 4-0 contro l'Anderlecht.
Debuttò in Nazionale nel maggio 1978 in un'amichevole contro i Paesi Bassi. Partecipò ai Mondiali del 1978 e del 1982.
In totale collezionò 39 presenze e segnò un gol.

## Palmarès

### Club

#### Competizioni nazionali
- Campionato di calcio austriaco: 8

Austria Vienna: 1975-1976, 1977-1978, 1978-1979, 1979-1980, 1980-1981, 1983-1984, 1984-1985, 1985-1986
- Coppa d'Austria: 4

Austria Vienna: 1976-1977, 1979-1980, 1981-1982, 1985-1986